# Јапра (ријека)
Јапра је лијева притока ријеке Сане. У ријеку Сану се улива код насеља Благај Јапра у општини Нови Град. Јапра је највећа притока ријеке Сане на простору општине Нови Град. Протиче кроз општине Нови Град, Оштра Лука и Крупа на Уни. Извире на простору Погрмеча, односно на Радановом пољу код насеља Мајкић Јапра.
У њеној широј долини се налазе насељена мјеста: Хашани, Доњи Агићи,Ћеле, Будимлић Јапра, Доњи Дубовик и друга.